# Saint-Jérôme
Saint-Jérôme – miasto w Kanadzie, w prowincji Quebec, w regionie Laurentides i MRC La Rivière-du-Nord (jest jednocześnie stolicą tych dwóch ostatnich). Miasto położone jest nad rzeką Rivière du Nord. Znajduje się tutaj kampus Uniwersytetu Quebecu w Outaouais.
Liczba mieszkańców Saint-Jérôme wynosi 63 729. Język francuski jest językiem ojczystym dla 95,6%, angielski dla 1,4% mieszkańców (2006).
W mieście urodzili się Luc Cyr, Alain Robidoux, Julie Baumann, Jonathan Huberdeau.

## Współpraca
- Lisieux, Francja